# Amal Ayouch
Pour les articles homonymes, voir Ayouch.
 (mars 2020).
La mise en forme du texte ne suit pas les recommandations de Wikipédia : il faut le « wikifier ».
Les points d'amélioration suivants sont les cas les plus fréquents. Le détail des points à revoir est peut-être précisé sur la page de discussion.
- Les titres sont pré-formatés par le logiciel. Ils ne sont ni en capitales, ni en gras.
- Le texte ne doit pas être écrit en capitales (les noms de famille non plus), ni en gras, ni en italique, ni en « petit »…
- Le gras n'est utilisé que pour surligner le titre de l'article dans l'introduction, une seule fois.
- L'italique est rarement utilisé : mots en langue étrangère, titres d'œuvres, noms de bateaux, etc.
- Les citations ne sont pas en italique mais en corps de texte normal. Elles sont entourées par des guillemets français : « et ».
- Les listes à puces sont à éviter, des paragraphes rédigés étant largement préférés. Les tableaux sont à réserver à la présentation de données structurées (résultats, etc.).
- Les appels de note de bas de page (petits chiffres en exposant, introduits par l'outil «  Source ») sont à placer entre la fin de phrase et le point final[comme ça].
- Les liens internes (vers d'autres articles de Wikipédia) sont à choisir avec parcimonie. Créez des liens vers des articles approfondissant le sujet. Les termes génériques sans rapport avec le sujet sont à éviter, ainsi que les répétitions de liens vers un même terme.
- Les liens externes sont à placer uniquement dans une section « Liens externes », à la fin de l'article. Ces liens sont à choisir avec parcimonie suivant les règles définies. Si un lien sert de source à l'article, son insertion dans le texte est à faire par les notes de bas de page.
- La présentation des références doit suivre les conventions bibliographiques. Il est recommandé d'utiliser les modèles {{Ouvrage}}, {{Chapitre}}, {{Article}}, {{Lien web}} et/ou {{Bibliographie}}. Le mode d'édition visuel peut mettre en forme automatiquement les références.
- Insérer une infobox (cadre d'informations à droite) n'est pas obligatoire pour parachever la mise en page.

Pour une aide détaillée, merci de consulter Aide:Wikification.
Si vous pensez que ces points ont été résolus, vous pouvez retirer ce bandeau et améliorer la mise en forme d'un autre article.
Amal Ayouch, née à Casablanca, est une actrice, pharmacienne et conteuse franco-marocaine.

## Biographie

### Enfance et formation
Née à Casablanca, elle part à Montpellier (en France) en 1984 pour étudier la pharmacieet se découvre une passion pour le théâtre.

### Carrière en tant que comédienne
Pendant ces études, elle est prise dans un casting pour jouer une pièce de théâtre.
Elle perfectionne son art en suivant des stages auprès d’Ariane Mnouchkine, au théâtre du Soleil, Marc Paquien (de la comédie française)

### Carrière en tant qu'actrice
Son parcours théâtral dans  Antigone,  En attendant Godot  de Samuel Beckett, Ophélie n’est pas morte de Nabyl Lahlou, ou encore l’adaptation de La Civilisation ma mère de Driss Chraibi,  témoigne de son amour pour les mots et le texte.
Passion que l’on retrouve dans ses lectures de poètes aussi bien contemporains qu’orientaux,  mais qu’elle transmet aussi dans son engagement associatif et militant : marraine de l’association Solidarité féminine , elle a recueilli les témoignages de mères célibataires, et les a réécrit pour donner lieu à une pièce de théâtre « Violenscène », puis un livre « A haute voix ». 
Elle est également membre fondateur de la Fondation des Arts Vivants, où elle milite pour la promotion du théâtre au Maroc et pour le rendre accessible à tous. 
Plusieurs fois membre de jury aussi bien nationaux qu’internationaux, on la retrouve notamment aux côtés de personnalités aussi éminentes que Francis Ford Coppola ou Jean Pierre Jeunet lors du 15e Festival International du film de Marrakech en décembre 2015. 
En décembre 2001 elle est membre du jury Cinécoles du 1er Festival international du film de Marrakech, présidé par Marie-Christine Barrault. Et lors du 15e Festival du film de Bastia "Di E Culture Mediterranie », elle est aux côtés de Catherine Corsini, Robert Duval, Gérard Darmon.[réf. nécessaire]

## Engagements
elle est aussi marraine de l’association « Solidarité Féminine ».

## Filmographie

### Cinéma
| Année | Film                        | Réalisateur                      | Rôle                 | Notes                                 |
| ----- | --------------------------- | -------------------------------- | -------------------- | ------------------------------------- |
| 2017  | Palestina                   | Julio Soto et Mohamed El Badaoui | Ismahan              | production espagnole de Ana Rodrigues |
| 2017  | Little Horror Movie         | Jérôme Cohen-Olivar              | Mrs Mancherbreuk     |                                       |
| 2016  | Riad de mes rêves           | Zineb Tamourt                    |                      | court métrage                         |
| 2015  | les larmes de satan         | Hicham Jebbari                   | Meriem               |                                       |
| 2015  | l'orchestre de minuit       | Jérôme Cohen-Olivar              | Soraya               |                                       |
| 2014  | Sotto Voce                  | Kamal Kamal                      | Fatma                |                                       |
| 2013  | L'Anniversaire              | Latif Lahlou                     | Ghita                |                                       |
| 2012  | Derrière les portes fermées | Ahd Bensouda                     | Najia l’avocate      |                                       |
| 2012  | Le Retour du fils           | Ahmed Boulane                    | elle-même            | courte apparition                     |
| 2011  | Rihanna                     | Mourad El Khaoudi                |                      | court métrage                         |
| 2011  | Les Ailes de l'amour        | Abdelhay Laraki                  | Hajja Hlima          |                                       |
| 2011  | Femmes en miroirs           | Saad Chraibi                     | tante Ghita          |                                       |
| 2009  | Entropya                    | Yassine Marroccu                 |                      | court métrage                         |
| 2008  | La Française                | Souad El Bouhati                 | Mme Laktani          |                                       |
| 2008  | Kandisha                    | Jérôme Cohen-Olivar              | Dr Maliki            |                                       |
| 2007  | Les anges de satan          | Ahmed Boulane                    | l’avocate            |                                       |
| 2006  | Une gazelle dans le vent    | Mohamed Hassini                  |                      |                                       |
| 2006  | Le jeu de l'amour           | Driss Chouika                    |                      |                                       |
| 2005  | La danse du fœtus           | Mohamed Mouftakir                |                      | court métrage                         |
| 2004  | L'ascenseur                 | Selma Bargach                    |                      | court métrage                         |
| 2004  | Good bye Khadija            | Kamal Belghmi                    |                      | court métrage                         |
| 2004  | Tabite or not Tabite        | Nabyl Lahlou                     | Farida Fatmi         |                                       |
| 2004  | La mer                      | Rachida Saadi                    |                      | court métrage                         |
| 2004  | Sang d'encre                | Layla Triqui                     |                      | court métrage                         |
| 2002  | Casablanca Casablanca       | Farida Belyazid                  | Amina                |                                       |
| 2001  | Les années de l'exil        | Nabyl Lahlou                     | Tamerdokht           |                                       |
| 2000  | Ali Zaoua                   | Nabil Ayouch                     | la mère de Ali Zaoua |                                       |
| 2000  | Les lèvres du silence       | Hassan Benjelloun                | Aicha l’institutrice | co-écriture du scénario               |
| 1999  | Histoire d'une rose         | Majid Rchich                     |                      |                                       |
| 1998  | Destin de femme             | Hakim Noury                      | Saida                |                                       |
| 1997  | Les amis d'hier             | Hassan Benjelloun                | l'étudiante          |                                       |

### Participation dans des productions internationales
| Année | Film                 | Réalisateur      | Rôle                  | Notes                                |
| ----- | -------------------- | ---------------- | --------------------- | ------------------------------------ |
| 2017  | Operation Red Sea    | Dante Lam        | First Lady            |                                      |
| 2016  | Eye in Juliet        | Kim Nguyen       | Mrs Al Qasim          |                                      |
| 2015  | The Jesus Code       |                  | Mary                  | Documentary: an epic six-part series |
|       | Kiling Jesus         | Chris Menaul     | Peasant wife          |                                      |
|       | AD Beyond the Bible  |                  | Naomi (Joseph's wife) |                                      |
|       | The Red Tent         | Roger E.Young    | Tola                  |                                      |
| 2015  | The Gospel of Luke   | David Batty      | Herodias              | Four writers, documentary-style      |
| 2015  | The Gospel of Mark   | David Batty      | Herodias              | Four writers, documentary-style      |
| 2014  | The Gospel of Mathew | David Batty      | Herodias              | Four writers, documentary-style      |
| 2014  | The Gospel of John   | David Batty      | Herodias              | Four writers, documentary-style      |
| 2007  | La Française         | Souad EL Bouhati | Mme Laktani           |                                      |
| 2005  | L'étrangère          | Marco Turco      | Mère Naguib jeune     |                                      |

### Télévision
- 2022 ;Triq el ward série de 15 épisodes de Hicham Jebbari
- 2015 : Un mari idéal, téléfilm de Zakia Tahiri
- Hayat jdida, série de 30 épisodes de 13 min
- 2014 : Royaume des étoiles, épisode pilote pour série de Kamal Kamal
- 2013 : Al Hayani, saga en 4 épisodes de Kamal Kamal
- 2012 : Ahlam Nassim, feuilleton de 30 épisodes
- 2010 : Mi Taja, série policière (5 épisodes : rôle du médecin légiste) d'Abdelhay Laraki
- 2009 : L'équipe, al farqa, série de M. Nusrat
- Bent Bladi, série réalisée par Charli Beléteau
- 2007 : Nouara, téléfilm de Jamal Souissi
- 2006 : Juste pour les couples, téléfilm d'Hassan Benjelloun

## Théâtre
- 2022-2023 : Fatéma MERNISSI, Rêve sans frontières/ HAREM, mis en scène Anne-Laure Liégeois
- 2021 : Poématon
- 2018 - 2023 : "Ma Ville" mise en scène Asmaa Houri
- 2019-2022 : Roméo & Juliette de Sheakespeare mis en scène Anne-Laure Liégeois
- 2017-2020 : L’Armoire   production Maroc, France, Canada , tournée internationale
- 2012 - 2019 : La Civilisation Ma Mère ...! adaptation du roman de D. Chraibi mis en scène par Karim Troussi. Tournée internationale (Maroc, France, Guyane, Canada, Tunisie...).
- 2013 – 2015 : Le peché du succès  de Meriam Bousselmi (création en Algérie avec des comédiennes de différents pays arabes :Tunisie, Algérie, Égypte, Syrie, Maroc). Tournée en Algérie, Allemagne, Tunisie.
- 2008 – 2010 : Il / houwa de Driss Ksikes mis en scène par J. Essounani
- 2007–2008 :  Histoire d'amour en 12 chansons, 3 repas et 1 baiser, conception et mise en scène de Faouzi Bensaidi
- 2007- 2008 : Violenscène, adaptation scénique de témoignages de mères célibataires recueillis au sein de l’association Solidarité Féminine. Témoignages recueillis et écrits par Amal Ayouch - Mise en scène et dramaturgie : A. El Haouas

### Sous la direction de Nabyl Lahlou
- 2003-2002 : Antigone  de Sophocle, Cocteau, Brecht, Anouilh
- 2001 : En attendant Godot  de S. Beckett
- 2000 : Les tortues de N. Lahlou
- 1999-2000 : Ophélie n'est pas morte de N. Lahlou
- 1997 : Le procès de Socrate  de N. Lahlou

Autres :
- 1996 : Gang de P. Minyana - Mise en scène Joel Amador
- 1995 : Les bonnes de J. Genet - Mise en scène Bouchaib Tali
- 1989 : Le roi Gordogane  de Radovan Karadzic - Mise en scène Jacques Bioules( Montpellier)
- 1988 : Matière de rêve de Michel Butor
- 1987 : Bajazet  de Racine - Mise en scène Jacques Bioules

## Distinctions
- 2016 : prix d'interprétation pour le film l’Orchestre de minuit au festival de Saidia aout 2016, mention spéciale pour le même film au festival ciné-plage de Harhoura (aout   2016)
- 2016 : hommage au Festival International du Cinéma Méditerranéen de Tétouan (FICMT)
- 2015 : prix d'interprétation  au 12e Festival international du film transsaharien de Zagora pour le film  les Larmes de satan'»
- Prix d'interprétation au Festival du film des femmes africaines "Tazama" de  Brazzaville [7].
- 2013 : Hommage rendu par le Festival du Monde Arabe du court métrage (Ifrane, Azrou)
- 2012 : Hommage rendu par le festival  du cinéma de Martil, consacré aux cinémas marocain, espagnol et latino-américain
- 2010 : Hommage au festival de théâtre Al-Kasaba à Ramallah (Palestine)
- 2002 : prix du mérite au féminin délivré par la Sophadim (société  pharmaceutique)
- 1998 : prix d'interprétation   au 5e Festival National du film de Casablanca pour  le film Destin de Femme de Hakim Noury [8].

## Divers
Maîtresse  de cérémonie
- spectacle au Zenith de Paris en novembre 2016 [9]: présentation de la campagne nationale de la culture.
- Festival International du Cinéma de Marrakech…..
- Festival des musiques sacrées de Fes, plusieurs éditions
- Festival de la Culture Soufie de Fes, plusieurs éditions